# Scopula nostima
Scopula nostima är en fjärilsart som beskrevs av Louis Beethoven Prout 1938. Scopula nostima ingår i släktet Scopula och familjen mätare. Inga underarter finns listade.